# Engelbert Endrass
Engelbert Endrass (Bamberg, 2 marzo 1911 – Oceano Atlantico, 21 dicembre 1941) è stato un ufficiale tedesco, tra i migliori assi degli U-boot della Kriegsmarine nel corso della seconda guerra mondiale.
Comandò l'U-46 e l'U-567, essendo accreditato di aver affondato 22 navi su dieci pattugliamenti, per un totale di 118.528 tonnellate di stazza (tsl), Endrass è il 23º comandante di sottomarini per numero di tonnellate affondate.

## Biografia

### Primi anni di vita
Endrass iniziò la sua carriera navale nell'aprile del 1935. Dopo alcuni mesi sull'incrociatore pesante Deutschland e il servizio su navi di scorta, nell'ottobre 1937 fu assegnato alla forza degli U-Boot. Si unì all'U-47 nel dicembre del 1938 come Leutnant zur See (Ufficiale in seconda).

### Seconda guerra mondiale
Engelbert Endrass era ufficiale in seconda quando il suo ufficiale in comando, Günther Prien, penetrò le difese della base navale britannica di Scapa Flow e affondò la corazzata HMS Royal Oak nell'ottobre del 1939. L'emblema del toro che sbuffa sulla torre di comando dell'U-47 fu dipinto da Endrass prima del loro ritorno. Endrass dipinse questo simbolo su tutti i successivi sommergibili su cui prestò servizio. Il motivo, addotto da Endrass, era la vista del comportamento di Prien mentre l'U-47 entrava a Scapa Flow, "la sua faccia accigliata e le spalle curve gli ricordavano un toro in un'arena". Endrass rimase sull'U-47 fino al maggio del 1940, quando se ne andò e prese il comando dell'U-46 dal fallimentare comandante Herbert Sohler, che aveva affondato solo due navi in cinque pattugliamenti. Endrass ebbe un successo immediato. Affondò l'incrociatore ausiliario britannico HMS Carinthia durante il suo primo pattugliamento. Il tonnellaggio complessivo del suo primo pattugliamento fu di circa quattromila tonnellate.

Il successo di Endrass continuò durante il suo secondo dispiegamento ai comandi dell'U-46, affondando altre cinque navi, incluso un altro incrociatore ausiliario britannico, l'HMS Dunvegan Castle, sebbene il periscopio principale si fosse danneggiato. La nave trasportava 23.225 fusti di acciaio, 2.700 barili di legno e 440 tonnellate di legname. Endrass fu costretto a utilizzare tre siluri, poiché i tamburi montati sulle navi britanniche di quel periodo furono fatti deliberatamente per fornire zavorra extra. Ciò rese il loro affondamento più difficile e più costoso in termini di spesa per le munizioni. La sua perdita spinse il comandante in capo della Western Approaches, Martin Dunbar-Nasmith, a ordinare a tutte le navi dirette a Liverpool di rimanere in convoglio fino a oltre il Mull of Kintyre. Solo 277 sopravvissuti furono salvati dalle navi corse in soccorso. Essi vennero presi a bordo dall'HMS Harvester e dall'HMS Primrose.

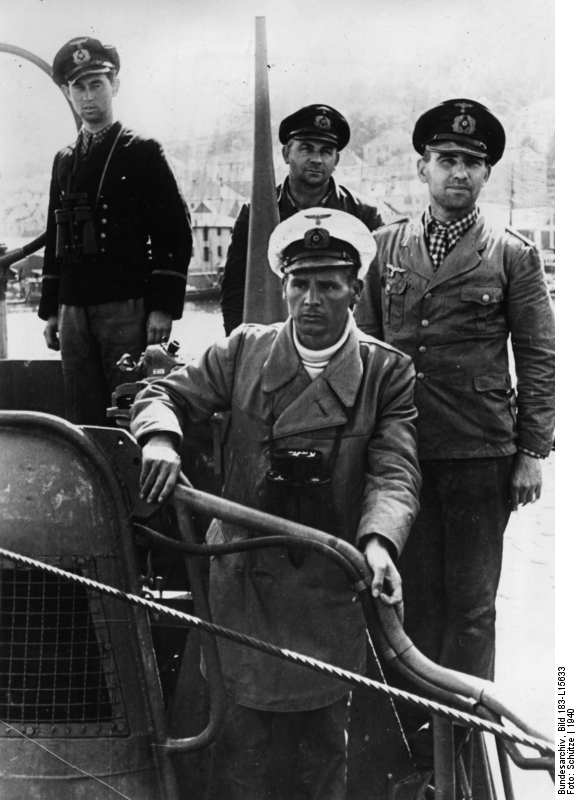
Engelbert Endrass (al centro) in qualità di comandante dell'U.46, Norvegia, 1940

Nell'ottobre del 1940 Endrass e altri sette sottomarini intercettarono il convoglio SC-7 e affondarono molte navi. Durante i tre giorni di battaglia, dal 16 al 19 ottobre 1940, l'U-46 riuscì ad affondare tre dei venti mercantili persi dalla marina britannica durante lo scontro. Endrass e il suo equipaggio affondarono il mercantile britannico SS Beatus e due mercantili battenti bandiera svedese, il SS Convallaria e il SS Gunborg, tutti e tre affondati nella giornata del 18 ottobre. Dal 19 al 20 ottobre, l'U-46 prese parte all'attacco al convoglio HX-79 nel quale ottenne altri due affondamenti, per un totale di 14.513 di tonnellate.
Dopo aver eseguito altri cinque pattugliamenti ricevette le foglie di quercia sulla sua croce di cavaliere. La consegna fu effettuata il 30 giugno 1941 da Adolf Hitler presso il quartier generale del Führer Wolfsschanze (Tana del lupo) a Rastenburg (ora Kętrzyn in Polonia).

### Ultimi mesi e morte
Nel settembre del 1941 Endrass lasciò l'U-46, che sarebbe diventato una nave scuola, e un mese dopo prese il controllo dell'U-567. Durante il suo secondo dispiegamento, fu ucciso il 21 dicembre 1941 mentre operava contro il convoglio HG-76, quando l'U-567 fu affondato con tutto l'equipaggio dalle bombe di profondità dello sloop britannico HMS Deptford e della corvetta HMS Samphire, a nord-est delle Azzorre, nell'Oceano Atlantico.
Secondo molti comandanti di sottomarini, l'ammiraglio Dönitz continuò ad usare il comandante Endrass in modo irresponsabile e contro il suo buon senso, nella sola speranza di far crollare le cifre alleate. Due anni di servizio quasi continuo lasciarono Endrass nervosamente distrutto e, sempre secondo molti suoi "colleghi", non era più idoneo all'azione.
Tuttavia, la morte di Engelbert Endrass fu annunciata da un bollettino della Wehrmacht solo tre mesi dopo l'affondamento dell'U 567, il 31 marzo 1942.
Paradossalmente Endrass e il suo equipaggio apparvero in un episodio del cinegiornale tedesco andato in onda poco dopo la sua morte.

## Nella cultura di massa
Endrass è menzionato due volte nel romanzo Das Boot di Lothar-Günther Buchheim.
Nel romanzo Buchheim descrive così la morte del comandante di U-Boot:
(Lothar-Günther Buchheim - 1973 - Das Boot)